# Robertland Castle
Robertland Castle ist die Ruine einer Niederungsburg (Tower House) bei Stewarton in der schottischen Council Area East Ayrshire. Die Ruine ist als Scheduled Monument geschützt.

## Beschreibung
Die alte Burg war ein massives Gebäude mit quadratischem Grundriss und sechs Stockwerken. Im Erdgeschoss waren Rinder und Pferde untergebracht, die Diener im ersten Obergeschoss und die Familie in den weiteren Obergeschossen. Dieser Verteidigungs- und Wohnturm war von einem Graben umgeben, der leicht vom nahegelegenen Swinzey Burn geflutet werden konnte.

## Geschichte
Robertland Castle und das Baronat gleichen Namens gehörten einer Seitenlinie der Cunninghames. Die Burg ist heute eine Ruine, von der nur noch einige steinerne Überreste zu sehen sind. Timothy Pont zeichnete im 17. Jahrhundert den Namen des Anwesens als Over Robertland auf und gab an, dass die Burg bereits „vollständig beseitigt“ worden sei. Im Jahre 1800 wurden die verbleibenden Bausteine dieses Turms zum Bau der Umfassungsmauern des eingefriedeten Gartens von Robertland House auf der anderen Seite des Swinzie Burn verwendet. Diese Mauern existieren heute noch.
Man nimmt an, dass die Montgomerys die Burg nach dem Mord am 4. Earl of Eglinton in Stewarton 1586 niederbrannten.
1962 besuchte die Royal Commission on the Ancient and Historical Monuments of Scotland das Anwesen und zeichnete auf, dass die Reste der Burg und ihres Hofes am steilen, natürlichen Südufer des Swinzie Burn stehen und steile Abhänge auf allen Seiten haben. Die gesamte Länge der südlichen Umfassungsmauer war erkennbar, etwa 1,6 Meter breit. Vermutlich war das Innere der Burg durch einen Erd- und Steinwall, 3 Meter breit und 0,7 Meter hoch, in zwei Abschnitte aufgeteilt. Ein niedriger Wall im Westen, 2 Meter breit und 0,3 Meter hoch, mag den Verlauf der westlichen Mauer der Burg anzeigen. Die erhaltene Ostmauer des Burghofes war vollständig und stand etwa 0,5 Meter hoch und 1,6 Meter dick. Die Gräben auf der Süd- und der Westseite der Burg wurden als natürlich angesehen.
Viele behauene Steine wurden aus dem Burggraben gerettet und sind in der Umfassungsmauer des Gartens erhalten. Zu diesen Steinen gehören ein Wasserspeier, ein gerundetes Wurfgeschoss aus Sandstein und ein Stein mit einem Bildhauerzeichen. In der Gartenmauer ist ein Stein mit der Jahreszahl 1597 und dem lateinischen Satz „Vita post fine erverit“ (dt.: Es gibt ein Leben nach dem Ende) enthalten.
Am Giebel des Bauernhofes des Anwesens befinden sich die Buchstaben „D. M. C.“ und offenbar die Jahreszahl 1018. Ein Taubenhaus war ein Nebengebäude des Landhauses. 1764 war das Anwesen mit Hecken und Gräben eingefriedet.
1607 waren Over Castleton, Nether Castleton und Fulshaw Teile des Anwesens Robertland, das David Cunninghame, seinem Sohn David und 1628 dessen Sohn, ebenfalls David, gehörte. Auch Over Lochrig bei Stewarton gehörte einst zum Anwesen. 1628 gehörte Waterland in der Pfarre Dunlop ebenfalls zum Anwesen.
1770 wurden Ländereien und Baronat verkauft, einschließlich der Superiority von Halket, Hazelbank und Waterland.